# روان درمانی انگیزشی
روان درمانی انگیزشی (به انگلیسی: Motivational psychotherapy) با تکیه بر مفاهیم ذهن محیطی، دروغ، چهاردیواری، ذهن ثروتمند و خودخواهی کار خود را آغاز کرد. اصل ذهن محیطی که ریشه در روان‌شناسی اجتماعی دارد معتقد است که انسان‌ها تمایل زیادی به ارضای ذهنیت دیگران درمورد خودشان دارند. اینکه دیگران چه ذهنیتی در مورد فرد دارند، تعیین‌کننده بسیاری از رفتارهای او هست و فرد تلاش می‌کند، مطابق با این ذهنیت، زندگی خود را هدایت نماید. بر اساس اصل ذهن محیطی، انسان‌ها به شدت تحت تأثیر دیگران هستند و فشارهای اجتماعی حاکم بر انسان غیرقابل تصور است. اراده انسان تا حد بسیار زیادی توسط دیگران هدایت می‌شود. و بدین ترتیب، انسان‌ها در چهاردیواری‌هایی که دیگران تعبیه کرده‌اند، زندگی می‌کنند و رهایی از این چهار دیواری به سهولت ممکن نیست. اصل دروغ، ریشه در فلسفه پست مدرن دارد و بر این اساس، ذهنیت‌های دیگران که به فرد القا شده‌اند، حقیقت مطلق نیستند بلکه حقیقت‌های ذهنی هستند. ذهنیت دیگران در مورد فرد صرفاً می‌تواند یک حقیقت ذهنی باشد که مبنای واقعی نداشته و در روان درمانی انگیزشی دروغ نامیده می‌شود؛ بنابراین، بخش بزرگی از آنچه هستیم، حاصل دروغ‌هایی هست که توسط دیگران و محیط به ما تلقین شده است. اصل ذهن ثروتمند ریشه در عرفان ایرانی-اسلامی و تمدن شرق دارد. مطابق این اصل، فرد می‌تواند نگاهی متعالی به مسائل داشته باشد و خود را از موضوعات بی‌اهمیت رها نماید. ذهن ثروتمند به فرد کمک می‌کند تا اهداف بزرگی در زندگی دنبال نماید و مشکلات را کوچک بشمارد. اصل خودخواهی ریشه در روانکاوی دارد و انسان‌ها را ذاتاً موجودی خودخواه می‌داند. بنابر این در روان درمانی انگیزشی ابتدا به مراجعان کمک می‌شود تا خودشان را توصیف کنند و دروغ‌هایی که دیگران به آنها تلقین کرده‌اند را شناسایی کنند. سپس می‌توانند چهاردیواری‌هایی که در آن محصور شده‌اند را تشخیص دهند. و به کمک درمانگر این چهاردیواری‌ها را بشکنند و راه جدیدی برای زیستن انتخاب کنند که مطابق با اصل خودخواهی به نفع آنها باشد و زندگی شاد تری برای آنها فراهم نماید. آنها ذهن ثروتمند را تمرین می‌کنند و مسائل بی‌اهمیت را از ذهن خود حذف می‌نمایند. با استفاده از تکنیک‌های درمانی به مراجعان کمک می‌شود اضطراب مربوط به دیگران را کاهش دهند و نقش‌های جدید و سالم تری را در زندگی تمرین نمایند. آنها متوجه می‌شوند، تصورشان از خود صرفاً حاصل ذهن محیطی بوده و آنها می‌توانند چیز دیگری باشند. بخش‌های آسیب زای شخصیت را مورد تعدیل قرار می‌دهند و دیوارهای چهاردیواری را می‌شکنند. دیوارهای من نمی‌توانم را کنار می‌زنند و با قدرت من می‌توانم را تمرین می‌کنند. از روابطی که به آنها آسیب می‌رساند خارج می‌شوند. دوست داشتن خود را تمرین می‌کنند و متوجه می‌شوند که چقدر به چهاردیواری‌های آسیب زای قبلی، دلبستگی هیجانی داشته و بسیاری از تصمیمات آنها مبتنی بر همان چهاردیواری بوده است. آنها بر ترس از تغییر غلبه می‌کنند و درواقع یک نوع درمان عشق در آنها اتفاق می‌افتد. عشق بیمارگونه به چهاردیواری‌های دروغین و آسیب زا.

## تعریف
رویکرد نوین در روان درمانی که با تلفیق فلسفه پست مدرن، عرفان ایرانی و نیروی باورها، شیوه مؤثر و کاربردی در درمان اختلالات روان شناختی خلق کرده و انگیزه مضاعف جهت تغییر ایجاد می‌کند. کاهش طول دوره درمان، سادگی، انگیزه بخشی و تأکید بر فرادرمان از خصوصیات منحصر به فرد این رویکرد است.